# The Ragamuffin
The Ragamuffin er en amerikansk stumfilm fra 1916 af William C. deMille.

## Medvirkende
- Blanche Sweet som Jenny.
- Tom Forman som Bob Van Dyke.
- Minnette Barrett som Beth.
- Mrs. Lewis McCord som Mary.
- J. Parks Jones som Jack Dexter.